# Biblioteca Central de Seattle

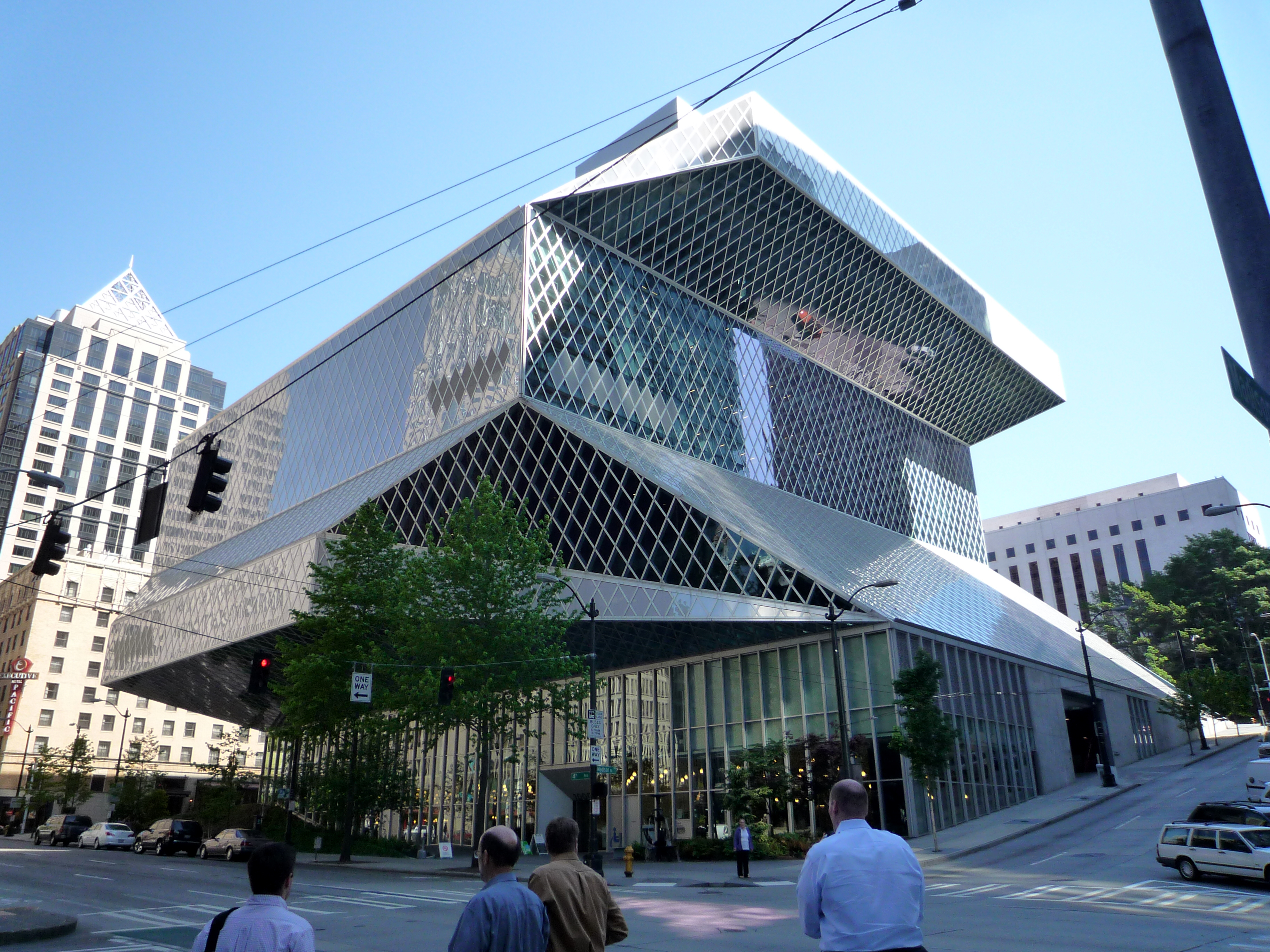

A Biblioteca Central de Seattle (em inglês:  Seattle Central Library) é a biblioteca principal do sistema da Biblioteca Pública de Seattle. É o terceiro edifício da Biblioteca Central de Seattle a localizar-se no mesmo local, no número 1000 da Quarta Avenida. O quarteirão faz divisa com a Quarta e a Quinta Avenidas e as ruas Madison e Spring.
O edifício, com onze andares (56 metros ou 185 pés de altura), de vidro e aço, situado  no centro da cidade de Seattle, Washington, foi aberto ao público em 23 de maio de 2004. Rem Koolhaas foi o principal arquiteto.
A biblioteca pública de 34,000 m² pode comportar cerca de 1,45 milhão de livros e outros materiais. É dotada de estacionamento público no subsolo para 143 veículos. Mais de 400 computadores estão disponíveis para o público. Mais de dois milhões de pessoas visitaram a biblioteca no seu primeiro ano de funcionamento.
A biblioteca tem uma aparência única e notável, consistindo de diversas "plataformas flutuantes",  aparentemente envoltas em uma grande rede de aço cobertas de vidro. Visitas programadas  ao edifício, de interesse arquitetônico, tiveram início em 5 de junho de 2006.
Em 2007, o edifício foi classificado em 108º lugar na lista das 150 estruturas favoritas nos Estados Unidos da América pelo American Institute of Architects.  Foi um dos dois edifícios de Seattle incluídos na lista das 150 estruturas (o outro foi o Safeco Field).